# NieLegalne Rytmy. Kontynuacja
NieLegalne Rytmy. Kontynuacja – album krakowskiego zespołu muzycznego Firma, wydany 30 września 2009.
Zgodnie z zapowiedziami na kanale YouTube Bosskiego opublikowano promomix oraz dwa teledyski do utworów: "Mam wyjebane" oraz "Misja".
Lista utworów z płyty jest dostępna w internecie, lecz we wrześniu nastąpiły zmiany względem pierwotnej listy i płyta ukazała się bez gościnnego udziału Juniora Stressa, Talliba oraz The Individuals z powodu niedotrzymania terminu.
Nagrania dotarły do 47. miejsca zestawienia OLiS. 

## Lista utworów
1. Bosski Roman, Kali - "Nie do zatrzymania" (gość. Kala Non)
2. Bosski Roman, Tadek, Kali - "Mam wyjebane"
3. Bosski Roman, Tadek, Kali - "Bongo buch"
4. Bosski Roman, Tadek, Kali - "Po co na co" (gość. Kala Non)
5. Bosski Roman, Tadek, Kali - "Misja" (gość. Bas Tajpan, Moni Love, Bob One, Lukasyno)
6. Bosski Roman, Kali - "Czysty umysł"
7. Bosski Roman, Tadek - "Co jest ważne" (gość. Bas Tajpan)
8. Bosski Roman, Kali - "Za ten kesz" (gość. Miuosh, Leetal)
9. Bosski Roman, Tadek, Kali - "To dla was" (gość. Hemp Gru)
10. Bosski Roman, Tadek - "Czas na walkę" (gość. Popek)
11. Bosski Roman - "Bosski Skit"
12. Bosski Roman, Tadek, Kali - "Jedna prawda" (gość. Miuosh)
13. Bosski Roman, Tadek, Kali - "Chcesz tego"
14. Bosski Roman, Tadek, Kali - "Szczęście w nieszczęściu" (gość. Pomidor, Szajka)
15. Bosski Roman, Tadek, Kali - "Mam wyjebane Remix" (gość. Peja, Popek)